# Ezio (Händel)

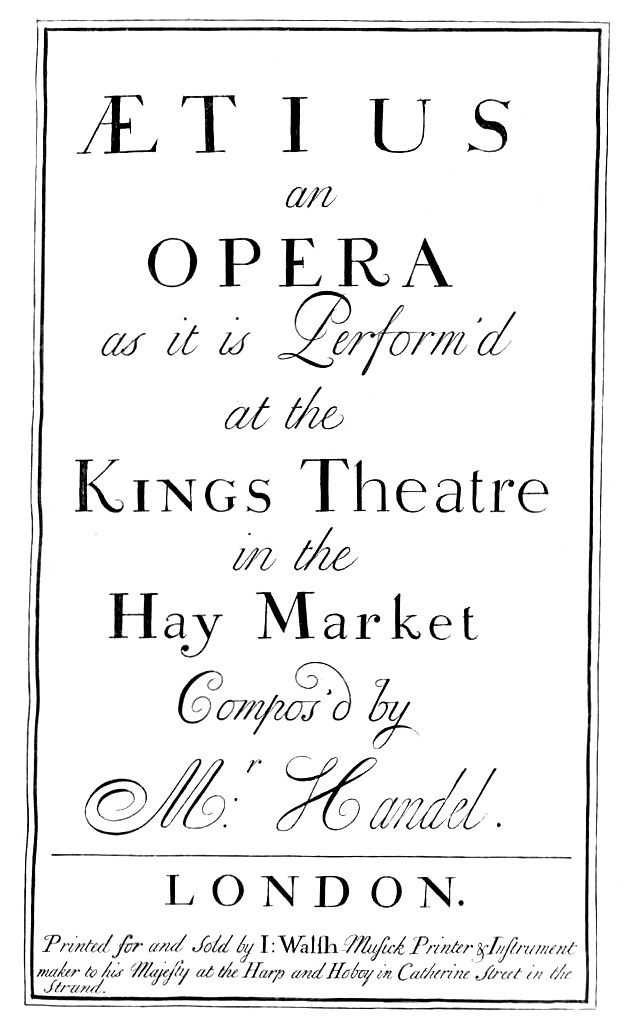
John Walsh: Titelseite des Erstdruckes (1732)

Ezio (HWV 29) ist eine Oper (Dramma per musica) in drei Akten von Georg Friedrich Händel. Sie ist seine dritte und letzte Oper auf einen Text von Pietro Metastasio. Der Stoff behandelt die Geschichte des römischen Feldherrn Flavius Aëtius, der 451 in der Schlacht auf den Katalaunischen Feldern den Hunnenkönig Attila besiegt hatte. Die Handlung der Oper setzt nach seiner Rückkehr an den Hof des weströmischen Kaisers Valentinian III. ein, wo beide um die Liebe der Patriziertochter Fulvia konkurrieren. Valentiniano verdächtigt Ezio eines fehlgeschlagenen Attentats und will ihn umbringen lassen. Im Gegensatz zu den historischen Ereignissen wird der Mord jedoch nicht ausgeführt, und Ezio kann erscheinen, um seinen Kaiser vor dem Volkszorn zu retten. Zum Dank verzichtet Valentiniano zugunsten von Ezio auf Fulvia.

## Entstehung
Die Komposition kann nicht mehr genau datiert werden, da die letzten Seiten des Autographs, wo Händel gewöhnlich das Datum des Abschlusses der Arbeit notierte, verloren sind. Er schrieb seine Oper Ezio vermutlich im November/Dezember 1731, nachdem er zunächst eine andere Oper, Titus l’empéreur (HWV A5), auf ein Libretto nach Jean Racines Bérénice begonnen hatte, diese aber nach den ersten drei Szenen abbrach und sich stattdessen dem Ezio zuwandte. Zuvor hatte Händel die dritte Spielzeit der zweiten Opernakademie zunächst am 13. November 1731 mit einer Wiederaufnahme von Tamerlano eröffnet, Poro und Admeto folgten.
Ezio wurde als vierte neue Oper für die New Royal Academy uraufgeführt. Es folgten jedoch nur vier weitere Vorstellungen. Über diese fortlaufenden Misserfolge schrieb der englische Musikhistoriker Charles Burney (1726–1814):

“It is painful to dwell on this part of his life, which was one continued tissue of losses and misfortunes. He produced thirty operas between the year 1721 and 1740; yet, after the dissolution of the Academy, in 1729, none were attended with the success that war due to their intrinsic and superior merit, though some of the best were posterior to the period. Neglect and opposition conspired to rob him at once of health, fame, and fortune.”

„Es ist in der That traurig, sich bey dieser Periode seines Lebens zu verweilen, die Ein beständiges Gewebe von Unfällen und Verdrießlichkeiten war. Er verfertigte dreyßig Opern zwischen 1721 und 1740. Indeß erhielt keine davon, nach der Aufhebung der Akademie, im Jahre 1729 den Beyfall, den sie ihrem innern und vorzüglichen Werthe nach verdient hätte; wiewohl einige von den besten erst später geschrieben wurden. Verschmähung und Anfeindung hatten sich verschworen, ihm auf einmal Gesundheit, Ruhm und Wohlstand zu rauben. (Übersetzung Johann Joachim Eschenburg, Berlin 1785)“

Händel führte in dieser Saison drei neue Sänger auf seiner Bühne ein: Der Tenor Giovanni Battista Pinacci war einer der versiertesten Tenöre Europas, und seine Frau, die Altistin Anna Bagnolesi, hatte sich ihm auf der Reise nach London angeschlossen. Beide übernahmen Hauptpartien im Ezio. Antonio Montagnana, ein richtiger Bass (im Gegensatz zu Boschi, der eigentlich Bariton war) mit dem verblüffenden Stimmumfang von mehr als zwei Oktaven und ebenso hoher Virtuosität, war auf dem Höhepunkt seiner Karriere, als er 1731 nach London kam, und Händel schrieb für ihn in den folgenden Spielzeiten viele Rollen älterer Opern neu, um seine außergewöhnlichen stimmlichen Fähigkeiten bei deren Wiederaufnahmen zu nutzen. Im Ezio musste sich das Publikum allerdings bis zum zweiten Akt gedulden, bis es eine Arie von ihm zu hören bekam, in der er sein ganzes Können an den Tag legen konnte.
König Georg zeigte weiterhin seine Unterstützung für Händel durch den Besuch von vier der fünf Vorstellungen: Er fehlte nur bei der Premiere. Zur zweiten Aufführung am 18. Januar und der letzten am 29. Januar wurde er sogar von der königlichen Familie begleitet.
Trotzdem war dem Werk kein Erfolg beschieden, sodass in das (fälschlicherweise Francis Colman zugeschriebene) „Opera Register“ vermerkt wurde:

“In Janry Ezio – a New Opera; Clothes & all ye Scenes New. but did not draw much Company.”

„Im Januar: Ezio – eine neue Oper; Kostüme und alle Bühnenbilder waren neu. Aber sie zog kein großes Publikum an.“

Ezio wurde zu Händels Lebzeiten nie wieder aufgeführt.
Besetzung der Uraufführung:
- Ezio – Francesco Bernardi, genannt „Senesino“ (Mezzosoprankastrat)
- Fulvia – Anna Maria Strada del Pó (Sopran)
- Valentiniano – Anna Bagnolesi (Alt)
- Onoria – Francesca Bertolli (Alt)
- Massimo – Giovanni Battista Pinacci (Tenor)
- Varo – Antonio Montagnana (Bass)

## Libretto
Händel hat insgesamt drei Texte von Metastasio vertont: Neben Ezio waren es Siroe (1728) und direkt zuvor Poro (1731). Allerdings brachte er in den folgenden Jahren auch noch vier Pasticci mit Musik anderer Komponisten auf die Bühne, denen ein Textbuch Metastasios zugrunde lag.
Pietro Metastasio (1698–1782) war in seiner Zeit der führende Literat für die Bühne. Seine zahlreichen Dramen und Opernlibretti fanden die ungeteilte Zustimmung des damaligen Publikums, sein Ruhm strahlte auf die europäische Kunstwelt.
Sein ausgeprägtes Empfinden auch für die musikalischen Belange ließen Pietro Antonio Domenico Trapassi, so sein eigentlicher Name, nicht nur zum begehrtesten Librettisten für alle renommierten Komponisten avancieren, sondern seine Arbeiten waren geradezu stilbildend für die Gattung der Opera seria. Schon frühzeitig einer klassisch-humanistischen Bildung verhaftet und sein literarisches Talent bereits in jungen Jahren entwickelnd, wirkte er die längste Zeit seines Lebens in der erstrangigen Funktion des Hofdichters am österreichischen Kaiserhof in Wien. Ezio schrieb Metastasio im Jahre 1728.
Verfolgen wir die sich in vielen Details widersprechenden historischen Darstellungen der Aëtius-Geschichte, so ist kaum anzunehmen, dass Metastasio seiner literarischen Arbeit ein Quellenstudium der Historie vorangestellt hat. Allerdings weist der Bericht des Prokopios von Caesarea so viel Identität mit dem Libretto auf – er erzählt detailliert die Vorgeschichte der Bühnenhandlung –, dass Metastasio mit Sicherheit gerade diese Darstellung als Vorlage verwendet hat.
Aber dem Dichter ging es nicht darum, einen historischen Stoff schlechthin auf die Bühne seiner Zeit zu bringen. Vielmehr war der Konflikt „Herrscher – Untertan“ ein beliebter Anlass zur Darstellung bestimmter, für jene Zeit typischer Verhaltensweisen; nicht im Sinne einer realistischen Widerspiegelung des Lebens, sondern im Dienste einer didaktischen Wirkungsweise auf den Zuschauer. Metastasios Libretto entspringt seiner feudal-absolutistischen Geisteshaltung, in die sich rationalistisch-aufklärerische Züge mischen. So unterliegt auch Ezio dem typischen dramaturgischen Schema, das sich zur brillanten Form vollendet. Die Intrige ist der Motor der Handlung, Mord ist ein dramaturgisches Spannungsmoment. Die Personen sind Träger festgelegter Verhaltensweisen: Ezio ist der tugendhafte Held und Liebhaber, Fulvia die tugendhafte und treue Liebende, Massimo der Intrigant, Varo der tugendhafte und getreue Freund, Onoria die verschmähte Liebende, Valentiniano der tyrannisch handelnde Herrscher. Bemerkenswert hierbei, dass Letzterer ganz aus dem Geist der aristokratischen Gesellschaft so gezeichnet ist, dass er aus Unwissenheit als Opfer der Intrige handelt. Durch die Tugend des Helden wird er aus seiner „Verwirrung“ – und auch sein Begehren nach Fulvia wird als solche gewertet – herausgeführt, um letztlich als aufgeklärter, milder Herrscher das Finale zu bestreiten. In diesem Sinne erweist sich das „lieto fine“ – das glückliche Ende – als ein aus der gesellschaftlichen Notwendigkeit und der belehrenden Funktion der Kunst heraus geborenes Formelement.
Im Vordergrund der verwickelten und doch logisch klaren Handlung der sechs Personen steht die Liebe: die tugendhafte Liebe des Hauptpaares, die sich gegen die Anfechtungen von Intrige, Mord und blinder Begierde durchsetzt. Im Interesse des Sieges der Tugend brauchen Metastasios Valentiniano und Ezio nicht zu sterben. Die Historie unterliegt dem dramatischen Willen.
Händels Interesse am Ezio-Stoff entsprang, abgesehen von der dramaturgischen Qualität des Librettos, zweifellos der offensichtlichen Möglichkeit, zwischen der Konfrontation Valentiniano – Ezio und der gesellschaftlichen Wirklichkeit im damaligen England Parallelen aufzuzeigen. Wahrscheinlich ist Händel während seiner Italienreise im Winter 1728/29 auf das Libretto gestoßen, denn gerade hatten die ersten Komponisten dies in Musik gesetzt: Der erste von ihnen, Nicola Porpora, hatte sich das Textbuch unter der Hand besorgt und unterlief mit seiner ersten Aufführung am 20. November 1728 in Venedig die offizielle römische Premiere des Stückes in einer Vertonung von Pietro Auletta, die dann erst am 26. Dezember, einen Monat später, stattfand.
Wer Metastasios Libretto in Aulettas Version für Händel einrichtete, ist nicht bekannt. Ob Samuel Humphreys, der die englische Übersetzung für das zweisprachig gehaltene Textbuch besorgte und zu der Zeit eine Art Sekretärsposten am Haymarket-Theater innehatte, auch als Bearbeiter des Textbuches infrage kommt, kann nicht belegt werden. Dafür könnten auch Giacomo Rossi, möglicherweise aber Händel selbst in Betracht kommen; auf Letzteren deuten in der Tat die wenigen Änderungen, die vorgenommen wurden, hin. Die wichtigsten Veränderungen waren das Streichen von vier Arien und rund 900 von 1500 Rezitativ-Zeilen aus Rücksicht auf den Londoner Publikumsgeschmack. Wie schon des Öfteren in früheren Fällen waren diese Verkürzungen allerdings manchmal zu großzügig und verursachten merkwürdige Sprünge und unlogische Reaktionen im Handlungsablauf: im Ezio z. B. im dritten Akt, als Varo Ezios Tod nur wenige Augenblicke später berichtet, nachdem dieser die Bühne verlassen hat. Ursprünglich hatte diese Passage 17 Zeilen und war jetzt auf 3 Zeilen gestutzt worden.
Der bedeutsamste Schnitt allerdings ist der Wegfall der ersten einführenden Szene in Metastasios Libretto: So kann Händel direkt aus der Ouvertüre in die erste Szene, Ezios triumphale Ankunft nach seinem Sieg über die Hunnen, gehen, und der übliche dritte (Tanz)-Satz der Ouvertüre wird durch den mitreißenden Triumphmarsch ersetzt. So wird die instrumentale Einleitung zum ersten Mal Bestandteil der Geschichte der Oper. Ebenfalls bemerkenswert ist das völlige Fehlen von Ensembles – es gibt keine Duette oder Chöre, abgesehen von den kurzen Zeilen ganz am Ende. Metastasios starr strukturiertes Libretto, wo jede Szene auf eine einzige Arie zusteuert, die meist die geforderte Abgangsarie ist, lässt dies nicht zu.
So zeigt das künstlerische Ergebnis dieser Umstrukturierung ein anderes Konzept als jenes Metastasios. Händel, obwohl 13 Jahre älter als Metastasio, erschafft seine Werke auf einem gänzlich anderen philosophischen Fundament. Er benutzt die aristokratische Form der Opera seria, füllt sie jedoch mit dem Geist des bürgerlich-aufklärerischen Gedankengutes und gelangt dadurch zu neuen musikdramatischen Gestaltungsweisen. Weniger die Intrige selbst noch die Liebesverwicklungen stehen bei Händel im Vordergrund als vielmehr die Konfrontation Ezio – Valentiniano in ihrer historisch-gesellschaftlichen Tragweite, wobei die echte menschliche Liebe mehr und mehr Mittel zum Ausdruck menschlicher Qualität wird in dem Sinn, wie sie dann Mozart zum Zentrum seiner künstlerischen Aussage macht.
Händel unterzog vor allem die Exposition von Ezio und Valentiniano wie auch das Finale der Oper einer Änderung. Durch diese Eingriffe wird einerseits die Ezio-Figur weit stärker in den Mittelpunkt gerückt, zum anderen wird die Figur des Tyrannen aus neuer Sicht und in der Folge davon in neuer musikdramaturgischer Weise gestaltet. Valentiniano ist nicht der „ahnungslose Bösewicht“, der am Schluss zu neuer Herrscherwürde aufsteigt, sondern gerade in dieser Figur verkörpert sich eine der interessantesten Gestalten der Händel-Oper: der Herrscher, der Tyrann, selbstherrlich, egoistisch, doch umgeben von den Furien des nicht mehr aufzuhaltenden Unterganges seines Reiches, umgeben und „gestützt“ von Intrige und Mord, selbst mordend, verfolgt von Angst. Ein solcher Herrscher hat keine Chance des Wiederaufstieges. Die neue Kraft, getragen durch Ezio, überstrahlt ihn und sein Reich.
Die erstmalige Wiederaufführung von Ezio in der Neuzeit, und die damit erst sechste Vorstellung des Stückes überhaupt, fand am 30. Juni 1926 während der Göttinger Händel-Festspiele in einer Bearbeitung („Beseitigung einiger Nebenpersonen“) und deutschen Textfassung von Franz Notholt unter der musikalischen Leitung von Rudolf Schulz-Dornburg statt. Die ursprünglichen Kastratenpartien wurden von Männerstimmen gesungen (Ezio – Wilhelm Guttmann, Valentiniano – Willy Wissiak).
Der Praxis der Aufführungen der Händel-Opern an den deutschen Theatern in Hamburg und Braunschweig im 18. Jahrhundert angelehnt war eine Produktion der Halleschen „Kammeroper 65“, die unter dem Titel Römische Liebe erstmals am 30. Januar 1966 unter Leitung des Komponisten Peter Freiheit in Händels Geburtsstadt Halle (Saale) zu hören war: Den italienischen Arien wurden in deutscher Sprache gehaltene melodramatische Ritornelle zur Erläuterung der Handlung hinzugesellt, die die Rezitative ersetzten. Diese waren von Peter Freiheit geschrieben und komponiert worden.
Die erste Aufführung des Stückes in historischer Aufführungspraxis sah man im Badischen Staatstheater Karlsruhe am 18. Februar 1995 während der elften Händel-Festspiele Karlsruhe mit den Deutschen Händel-Solisten unter der Leitung von Roy Goodman.

## Handlung

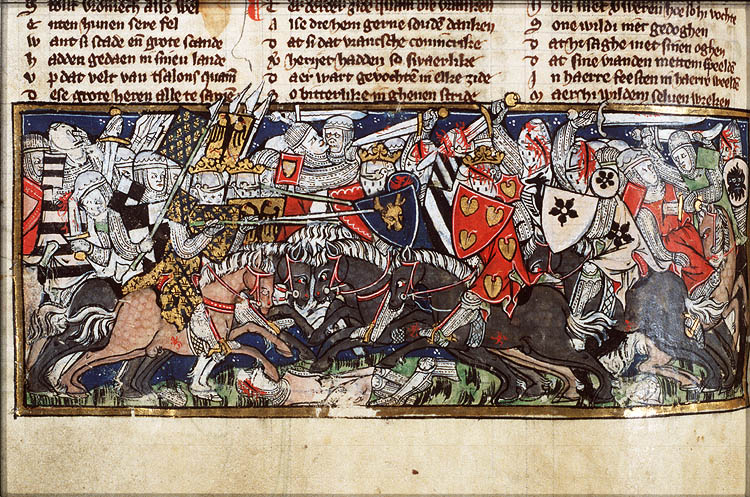
Die Schlacht auf den Katalaunischen Feldern zwischen Attila und Aëtius (Miniatur von Jacob van Maerlant, um 1330)

### Historischer und literarischer Hintergrund

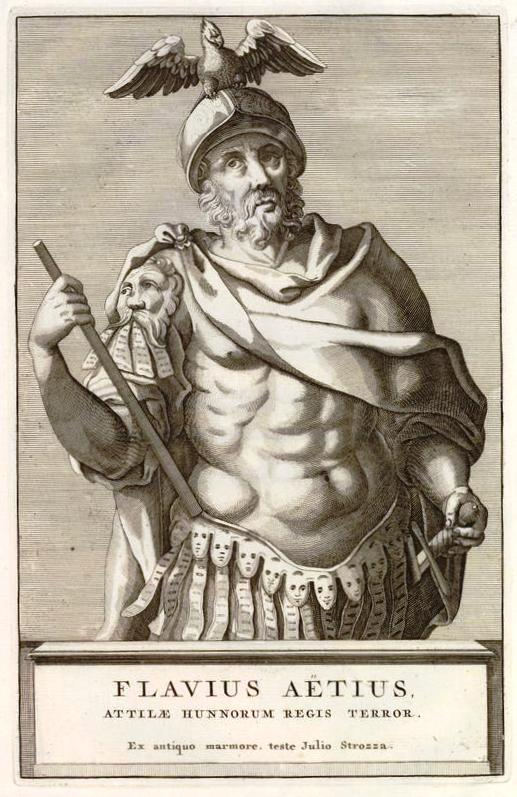
Flavius Aetius, der Schrecken des Hunnenkönigs Attila, (Druck von Julio Strozza, 18. Jh.)

Die griechischen Geschichtsschreiber Prokopios von Caesarea (im 3. Buch seiner achtteiligen Historien (Kriegsgeschichte), in seiner De origine actibusque Getarum (Gotengeschichte) in den Kapiteln 34–43) berichten von dem Kampf Westroms gegen die Hunnen, vom Charakter des Kaisers Valentinian III., seiner Schwester Honoria, von dem Heerführer Aëtius, der die Hunnen unter Attila in der Schlacht auf den Katalaunischen Feldern besiegte, und vor allem von dem römischen Senator Maximus, der um seiner privaten Rache und seiner politischen Ambitionen willen erst Aëtius vernichtete und später Valentinian ermorden ließ, um selbst Kaiser zu werden. Bei der Gestaltung seines Librettos griff Metastasio in erster Linie auf Prokopios zurück, übernahm aber auch Anregungen aus den Tragödien Maximien (1662) von Thomas Corneille und Britannicus (1669) von Jean Racine.
Die historischen Fakten stellen sich heute in folgender Weise dar:
Valentinian III. (419–455) regierte von 425 bis 455 als Kaiser des Weströmischen Reiches. Nach der Teilung Roms im Jahre 395 in Ost- und Westreich ging Westrom seinem raschen Verfall entgegen, der bereits 476 mit dem Sturz des letzten Kaisers Romulus Augustus durch Odoaker vollzogen war. Innenpolitische Schwierigkeiten und das Abfallen wichtiger Provinzen sowie die wachsende Bedrohung von außen führten während der Regierung der letzten – bereits selbst sehr schwachen Kaiser – zur nicht mehr aufzuhaltenden Schwächung des Reiches; einen Höhepunkt erreichte die Krise, als die Hunnen unter Attila begannen, Westrom anzugreifen.
Der Sohn der Galla Placidia und des Kaisers Constantius III., Valentinian III., wurde mit Einwilligung Theodosius’ II. im Oktober 424 zum Caesar und bald darauf zum Augustus ausgerufen. Bis zu seiner Verheiratung (437) führte die Mutter für den Knaben die Regierung, danach hat vor allem Aëtius Einfluss auf die Staatsgeschäfte genommen.
Aëtius, von vornehmer Abstammung, um 390 in Durostorum (Silistra, heute Bulgarien) an der Donau geboren, war längere Zeit bei den Hunnen als Geisel und wurde später von Galla Placidia zum Heermeister in Gallien ernannt, wo er gegen Westgoten und Franken Kämpfe zu bestehen hatte. Im Jahre 429 wurde Aëtius zweiter Reichsfeldherr des Westens, musste aber bald darauf zu den Hunnen fliehen und erzwang mit ihrer Hilfe die Genehmigung zu seiner Rückkehr und seine Ernennung zum ersten Reichsfeldherrn mit dem Titel Patricius (433).
Aëtius ist unbestreitbar eine herausragende Persönlichkeit gewesen und übte fast zwei Jahrzehnte lang die eigentliche Regierungsgewalt im Westreich aus. Zu seinen Hauptverdiensten gehört die Sicherung des Reiches gegen die Westgoten, die in Südfrankreich um Tolosa (Toulouse) angesiedelt wurden. 437 vernichtete er das Reich der Burgunden am Rhein und führte ihren Rest nach Savoyen.
Im Jahre 451 besiegte Aëtius mit Hilfe zahlreicher germanischer Kontingente, vor allem von Westgoten, die Hunnen unter Attila in der berühmten Schlacht auf den Katalaunischen Feldern bei Augustobona Tricassium, dem heutigen Troyes. Ein Jahr zuvor hatte Attila Ansprüche auf die Hand der Schwester Valentinians, Justa Grata Honoria, geltend gemacht, nachdem sie ihm unbedachterweise durch einen Mittelsmann einen Ring übersandt hatte. Honoria entging nur dank des Einflusses ihrer Mutter einer harten Strafe, aber man beeilte sich, sie mit einem Mann ohne Bedeutung zu verheiraten. Nach Theodosius’ Tod 450 forderte Attila ihre Zusendung und gleichzeitig die Hälfte des Westreiches als ihr Erbteil. Als man ihm erklärte, Honoria sei schon vermählt und besitze als Frau keine Ansprüche auf die Regierung, genügte diese Absage den Hunnen als Kriegsgrund, und sie fielen in Gallien ein (451).
Den Einfall der Hunnen in Italien konnte Aëtius nicht verhindern. Als ihr Reich nach Attilas Tod zerfiel, glaubte Valentinian, von seinem Hof-Eunuchen Heraclius beeinflusst und dadurch verärgert, dass Aëtius auf eine Verheiratung seines Sohnes mit der jüngeren Kaisertochter Placidia drängte, den mächtigen Mann entbehren zu können. Am 21. September 454 befahl er ihn zu einer Audienz auf den Palatin, und Aëtius erschien zusammen mit dem ihm befreundeten Präfekten Boethius. Während der Unterredung warf der Kaiser ihm vor, er treibe Hochverrat, und verwundete ihn durch einen Schwerthieb, Heraclius vollendete den Mord, und mit Aëtius fiel auch Boethius. Valentinian rechtfertigte sein Vorgehen vor dem Senat, und dieser billigte es, obwohl der Ermordete mit dem Senat ein sehr gutes Verhältnis aufrechterhalten hatte.
Zum Sturz des Aëtius soll Petronius Maximus, Präfekt Italiens von 439 bis 441 und Patricius seit 445, beigetragen haben. Als Valentinian am 16. März 455 mit einigen Leibwächtern auf einem Exerzierfeld bei Rom soldatische Übungen vornahm, wurden er und Heraclius von zwei Gefolgsleuten des Aëtius ermordet. Beide überbrachten das Diadem Valentinians dem Petronius Maximus, gingen straffrei aus und wurden hochgeehrt. Mit Valentinians Tod endete die valentinianisch-theodosianische Dynastie nach 90-jährigem Bestehen. Nachfolger auf dem Kaiserthron wurde Petronius Maximus, den der Senat am Tag nach der Ermordung des Kaisers anerkannte, doch er sollte nur gut zwei Monate regieren.

### Der Bericht des Prokopios
„Wie aber Valentinianos den Tod fand, will ich jetzt berichten. Es lebte ein römischer Senator Maximos, aus dem Hause jenes Maximos, den der ältere Theodosios als Gewaltherrscher gestürzt und getötet hatte, in Erinnerung daran feiern die Römer noch Jahr für Jahr ein Fest, das von der Niederlage des Maximos seinen Namen trägt. Dieser jüngere Maximos war mit einer gesitteten und ob ihrer Schönheit weit berühmten Frau vermählt. Deshalb entbrannte Valentinianos in leidenschaftlichem Verlangen nach ihr, und da er sie nicht gefügig machen konnte, ersann er einen ruchlosen Plan und führte ihn aus. Er ließ nämlich Maximos zu sich in den Palast entbieten und begann mit ihm ein Brettspiel, wobei für den Verlierer als Buße eine bestimmte Menge Gold festgelegt war. Der Kaiser gewann das Spiel und ließ sich von Maximos den Ring als Bürgschaft für die vereinbarte Summe geben. Den schickte er nun in dessen Haus und hieß seiner Gemahlin ausrichten, ihr Gatte Maximos bitte sie, so schnell wie möglich in den Palast zu kommen und dort der Kaiserin Eudoxia ihre Aufwartung zu machen. Die Frau schloss aus dem Ring, dass die Botschaft von Maximos komme, bestieg daher ihre Sänfte und ließ sich zum kaiserlichen Hof bringen. Dort bemächtigten sich ihrer die vom Kaiser beauftragten Diener und brachten sie in ein weit vom Frauengemach entferntes Zimmer, wo ihr Valentinianos entgegentrat und Gewalt antat. Tränenüberströmt kehrte sie nach der Vergewaltigung ins Haus ihres Gemahls zurück und grenzenlos erbittert über die erlittene Schmach, überhäufte sie diesen mit Verwünschungen, da er das Verbrechen verschuldet habe. Maximos aber, in tiefem Groll über das Geschehene, plante sofort einen Anschlag gegen den Kaiser, doch da er sehen musste, dass Aëtios, der erst jüngst sogar Attila bei seinem Einfall ins Römerreich mit einem starken Heer von Massageten und sonstigen Skythen besiegt hatte, über große Macht verfügte, konnte er sich der Erkenntnis nicht entziehen, dass dieser ihm bei seinem Unternehmen im Wege stehe. Aus diesen Erwägungen heraus erschien es ihm vorteilhafter, zuvor Aëtios aus dem Wege zu räumen, ohne Rücksicht darauf, dass auf ihm doch die ganze Hoffnung der Römer ruhte. Da nun Maximos mit den im kaiserlichen Dienste stehenden Eunuchen freundschaftlich verbunden war, vermochte er durch deren Machenschaften den Kaiser zu überzeugen, dass Aëtios auf Umsturz hinarbeite. Dabei schloß Valentinianos nur aus der Machtstellung und der Tüchtigkeit des Aëtios, dass diese Behauptung stimmen müsse, und ließ den Mann töten.
Auch ein Römer wurde damals durch seinen Ausspruch berühmt. Als ihn nämlich der Kaiser fragte, ob er mit der Hinrichtung des Aëtios richtig gehandelt habe, antwortete er, er könne es nicht wissen, ob der Herrscher gut oder anders vorgegangen sei, doch darüber bestehe für ihn völlige Klarheit, dass der Herrscher seine rechte Hand mit der linken abgeschlagen habe. Nach dem Tode des Aëtios plünderte jedenfalls Attila, da ihm niemand Widerstand leisten konnte, mühelos ganz Europa und brachte beide Kaiserreiche in tributäre Abhängigkeit.
Späterhin konnte Maximos mit leichter Mühe auch den Kaiser beseitigen und eine Gewaltherrschaft errichten, wobei er Eudoxia zur Ehe zwang. Seine Gemahlin war nämlich kurz zuvor gestorben. Einmal, als er an ihrer Seite ruhte, äußerte er, nur Liebe zu ihr habe sein ganzes Handeln bestimmt.“
Die Handlung der Oper entspricht dem Libretto von Metastasio.

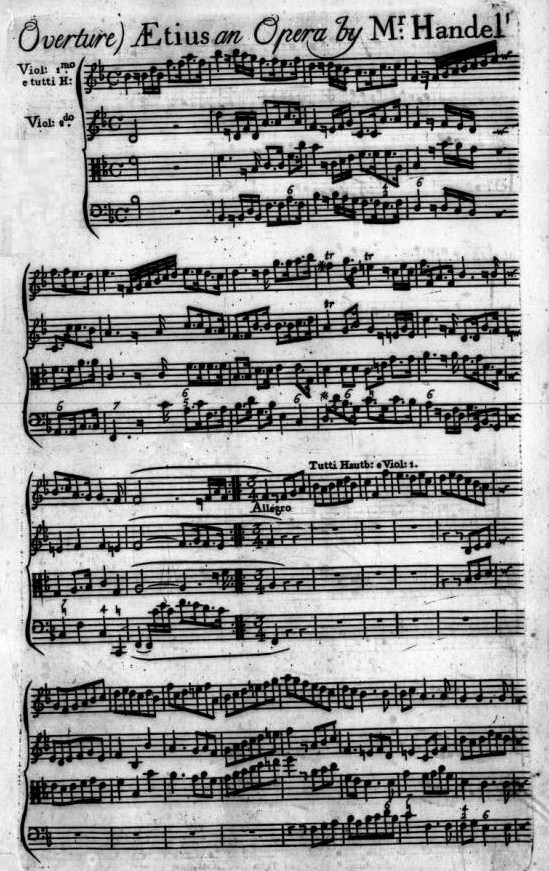
Beginn der Ouverture, die ursprünglich für die nur begonnene Oper „Titus l’Empéreur“ gedacht war. Druck von John Walsh, London 1732.

## Musik
Händels Musik löst die Figur des Ezio aus ihrer schablonenhaften Anlage im Textbuch Metastasios. Aus dem Kontext der Arienabfolge erwächst die Dynamik des Charakters in seiner Vielfältigkeit und Widersprüchlichkeit und verleiht diesem realistische Bedeutsamkeit. Insofern entfernt sich das „lieto fine“ von seiner ursprünglichen Bedingung, es wird Gestaltungsmittel des gesellschaftlichen Optimismus der Aufklärung und zum Träger ganz bewusst geführter ethischer Wertnormen. Die notgedrungene Einsicht des Kaisers in die unabwendbaren Gegebenheiten erfolgt aus der Konsequenz der Händel’schen Menschenführung im Verlauf des gesamten Werkes.
Mit besonderer Innigkeit und Wärme gestaltet Händel diesen seinen Helden und entzündet in uns den Funken des Mitfühlens und Miterlebens. Es spricht für seine bewusste musikalische Charakterisierung, wenn Händel Ezio in rhythmischer Gestaltung und melodischer Führung mit der für seine Ariencharakteristik typischen Schlichtheit und Menschlichkeit ausgestattet hat, aus denen Überzeugungskraft sowohl im Vertrauen auf die Kraft der Liebe: Pensa a serbarmi, oh cara (Nr. 3) oder Ecco alle mie catene (Nr. 22) als auch in der Kampfansage: Se fedele mi brama il regnante (Nr. 10) strahlt.
Die Dynamik und die Individualität jeder einzelnen Handlungsperson ersteht in jedem Detail des dramatischen Ablaufes neu und ist verfolgbar bis in die kleinste Einheit der Arie. Hier sei lediglich auf vier Arien des Werkes hingewiesen, die einen bedeutsamen dramaturgischen Stellenwert insofern haben, als sie entweder das Verhalten des Partners direkt beeinflussen: Massimos Arie Se povero il ruscello (Nr. 8) oder eine neue Qualität der Figur hervorkehren: Valentinianos Arie So chi t’accese (Nr. 9) und Ezios Se fedele mi brama il regnante (Nr. 10, beide weisen in ihrer Konfrontation offensichtliche Parallelen auf) oder aber eine Wandlung im Verhalten der Figur selbst zum Ausdruck bringen: Fulvias Arie La mia costanza non si sgomenta (Nr. 21).
Eine Schlüsselstellung im Handlungs- und Personengefüge der Oper nimmt Varo ein, die typische Figur des Freundes, der wir oft bei Händel begegnen – doch jeweils in ganz spezifischer Weise. Varo ist treu in seiner Freundschaft zu Ezio und treu im Dienst des Kaisers. Das Beispiel Ezios jedoch setzt in ihm neue menschliche Potenzen frei, die bis zum Wortbruch gegenüber dem Tyrannen führen. Varo rettet Ezio und bestätigt damit Ezios Glauben an Gerechtigkeit. Bereits in der großartigen pastoralen F-Dur-Arie Nasce al bosco in rozza cuna (Nr. 19) erhebt sich Varo unter dem Einfluss Ezios zum Bekenntnis des Glaubens an die Möglichkeit eines zukünftigen idealen Herrschers, das durch die eigene Tat, durch Ezios Sieg, letztlich wahrhaftige Gestalt annimmt.
Unter Führung der Händel’schen Musik wird die Da-capo-Arie aus jeglicher Erstarrung gelöst, sie steht in ihrer eigenen Dynamik und in ihrer Stellung zum dramatischen Gesamtkonzept im Dienst der Gestaltung von menschlichen Figuren, deren Verhalten Ergebnis von Situationen und wahrhaftigen Empfindungen ist.
Die schönsten Gesänge im Ezio für die vier Hauptvertreter der verschiedenen Stimmlagen sind Massimos Se povero il ruscello (Nr. 8) und Tergi l’ingiuste lagrime (Nr. 28), Fulvias Quel finger affetto (Nr. 17), das ergreifende Accompagnato-Rezitativ Che fo? dove mi volgo? (Nr. 15) und die ganze Szene Misera dove son (Nr. 29) mit der Arie Ah! non son’ io che parla (Nr. 30), Ezios Ecco alle mie catene (Nr. 22), Guarda pria se in questa fronte (Nr. 24) und Se la mia vita dono è Augusto (Nr. 24) sowie Varos Gia risonar d’intorno (Nr. 31) und die schon erwähnte Arie Nasce al bosco (Nr. 19), welche praktisch eine Magna Carta für jeden wahren Bassisten ist.
Händels Ezio-Autograph beginnt mit der Ouvertüre „pour l’Opéra Titus l’Empéreur“. Danach folgt der Beginn der 1. Szene zu dieser Fragment gebliebenen Oper, von der Händel nur die Ouvertüre für die neue Komposition übernahm. Zur Vermutung Friedrich Chrysanders, dass noch andere Teile der Musik zu Titus l’Empéreur in Ezio verwertet worden sein könnten, ergeben sich aus den erhaltenen Titus-Fragmenten keine näheren Anhaltspunkte.
Mit dem inneren Wert der Oper Ezio steht die geringe Zahl von fünf Vorstellungen, welche sie unter Händels Leitung erlebte, in einem auffallenden Missverhältnisse. Die Neigungen des Londoner Publikums wurden in den 1730er Jahren unbeständiger und wetterwendischer als jemals zuvor und entzogen sich aller vernünftigen Berechnung.

## Struktur der Oper
Ouverture. (2 Ob, Fg, Str, BC)

### Erster Akt
| Scena I    | 1. La Marche (2 Ob, 2 Hr, Str, BC)                                         |
|            | Recitativo. Ezio, Valentiniano Signor, vincemmo. Attila fugitivo           |
|            | 2. Aria. Valentiniano (2 Ob, Str, BC) Se tu la reggi al volo               |
| Scena II   | Recitativo. Massimo, Ezio, Fulvia Lascia, ch’al senti stringa’             |
|            | 3. Aria. Ezio (Str, BC) Pensa a serbarmi, oh cara                          |
| Scena III  | Recitativo. Fulvia, Massimo E tempo, oh genitore                           |
|            | 4. Aria. Fulvia (2 Fl, Str, BC) Caro padre, a me non dei                   |
| Scena IV   | Recitativo. Massimo Un oltraggiato amore                                   |
|            | 5. Aria. Massimo (2 Ob, 2 Vl, BC) Il nocchier, che si figura               |
| Scena V    | Recitativo. Onoria, Varo Del vincitor ti chiedo                            |
|            | 6. Aria. Onoria (2 Fl, Str, BC) Quanto mai felice siete                    |
| Scena VI   | Recitativo. Varo Perche tanto tormento?                                    |
|            | 7. Arioso. Varo (2 Ob, Fg, Str, BC) Se un bell’ardire può innamorarti      |
| Scena VII  | Recitativo. Valentiniano, Massimo Olà? Ezio qui venga?                     |
|            | 8. Aria. Massimo (2 Ob, Str, BC) Se povero il ruscello mormora lento       |
|            | Recitativo. Valentiniano Olà? Ezio qui venga?                              |
| Scena VIII | Recitativo. Ezio, ValentinianoSignor! Duce, un momento                     |
|            | 9. Aria. Valentiniano (2 Ob, Str, BC) So chi t’accese, basta per ora       |
| Scena IX   | Recitativo. Fulvia, Ezio Ezio, ti leggo in volto l’ire del cor             |
| Scena X    | Recitativo. Onoria, Ezio, Fulvia Ezio, vole il germano avvilir la mia mano |
|            | 10. Aria. Ezio (2 Ob, Str, BC) Se fedele mi brama il regnante              |
| Scena XI   | Recitativo. Fulvia, Onoria A Cesare nascondi                               |
| Scena XII  | Recitativo. FulviaVia, per mio danno ad una                                |
|            | 11. Aria. Fulvia (2 Ob, Str, Vc, BC) Finchè un zeffiro soave               |

### Zweiter Akt
| Scena I    | 12a. Symfonia. (2 Ob, Str, BC)                                                      |
|            | Recitativo. Massimo, Fulvia Avrà punito Emilio                                      |
| Scena II   | Recitativo. Valentiniano, Massimo, Fulvia Ogni via custodite, ed ogni ingresso      |
| Scena III  | Recitativo. Varo, Valentiniano, Massimo Cesare, in vano il traditor cercai          |
|            | 13. Aria. Valentiniano (2 Ob, Str, BC) Vi fida lo sposo, vi fida il regnante        |
| Scena IV   | Recitativo. Fulvia, Massimo E puoi d’un tuo delitto                                 |
|            | 14. Aria. Massimo (Str, BC) Va! va, dal furor portate                               |
| Scena V    | 15. Recitativo accompagnato. Fulvia (Str, BC) Che fo? Dove mi volgo                 |
|            | Recitativo. Fulvia, Ezio Ah, qual consiglio mai                                     |
| Scena VI   | Recitativo. Varo, Ezio, Fulvia Cesare a te m’invia                                  |
|            | 16. Aria. Ezio (2 Ob, Str, BC) Recagli quell’ acciaro, che gli diffese il trono     |
| Scena VII  | Recitativo. Fulvia, Varo Varo, se amasti mai                                        |
|            | 17. Aria. Fulvia (2 Ob, Str, BC) Quel finger affetto allorche non s’ama             |
| Scena VIII | 18. Recitativo accompagnato. Varo (Str, BC) Folle è colui, che al tuo favor sì fida |
|            | 19. Aria. Varo (2 Ob, Str, BC) Nasce al bosco in rozza cuna                         |
| Scena IX   | Recitativo. Onoria, Massimo Massimo, anch’io lo veggo                               |
| Scena X    | Recitativo. Valentiniano, Onoria, Massimo Onoria, non partir                        |
|            | 20. Aria. Onoria (2 Ob, Str, BC) Finchè per te mi palpita timido in petto il cor    |
| Scena XI   | Recitativo. Valentiniano, Fulvia, Massimo Olà! qui si conduca                       |
| Scena XII  | Recitativo. Ezio, Fulvia, Valentiniano, Massimo Stelle! che miro!                   |
|            | 21. Aria. Fulvia (2 Ob, Str, BC) La mia costanza non si sgomenta                    |
| Scena XIII | Recitativo. Valentiniano, Ezio, Massimo Ah! ingrata!                                |
| Scena XIV  | Recitativo. Ezio Chi di me più felice?                                              |
|            | 22. Aria. Ezio (2 Ob, Str, BC) Ecco alle mie catene, ecco a morir m’invio           |

### Dritter Akt
| Scena I    | 23. Sinfonia. (2 Ob, Str, BC)                                                               |
|            | Recitativo. Onoria, Ezio Ezio qui venga, il suo fatal periglio                              |
|            | 24. Aria. Ezio (2 Ob, Str, BC) Guarda pria se in questa fronte                              |
| Scena II   | Recitativo. Valentiniano, Onoria Eh ben, da quel superbo                                    |
|            | 25. Aria. Onoria (2 Ob, Str, BC) Peni tu per un ingrata                                     |
| Scena III  | Recitativo. Valentiniano, Varo Olà! Varo si chiami                                          |
| Scena IV   | Recitativo. Massimo Signor, tutto sedai                                                     |
| Scena V    | Recitativo. Valentiniano, Massimo, Ezio Ezio, qui tra di noi d’odio più non si parli        |
| Scena VI   | Recitativo. Valentiniano, Ezio, Massimo, Fulvia Vedi qual dono. Fulvia! Che mai sarà!       |
|            | 26. Aria. Ezio (2 BlFl, 2 Fg, 2 Hr, Str, BC) Se la mia vita dono è d’Augusto                |
| Scena VII  | Recitativo. Massimo, Fulvia, Valentiniano Che mai sarà?                                     |
| Scena VIII | Recitativo. Varo, Fulvia, Massimo Eseguito è il tuo cenno: Ezio mori                        |
| Scena IX   | Recitativo. Onoria, Valentiniano, Massimo, Fulvia Liete novelle, Augusto                    |
| Scena X    | Recitativo. Valentiniano, Fulvia, Massimo Massimo, di scolparti                             |
|            | 27. Aria. Valentiniano (Fg, Str, BC) Per tutto il timore perigli m’addita                   |
| Scena XI   | Recitativo. Massimo, Fulvia Cara figlia, per te vivo                                        |
|            | 28. Aria. Massimo (2 Ob, Str, BC) Tergi l’ingiuste lagrime, dilegua il tuo martiro          |
| Scena XII  | 29. Recitativo accompagnato. Fulvia (Str, BC) Misera, dove son!                             |
|            | 30. Aria. Fulvia (Str, BC) Ah! non son io che parlo                                         |
| Scena XIII | Recitativo. Massimo, Varo Inorridisci, o Roma                                               |
|            | 31. Aria. Varo (2 Ob, Trp, Str, BC) Gia risonar d’intorno                                   |
| Scena XIV  | Recitativo. Valentiniano, Massimo, Fulvia Ah traditori! Amico                               |
| Scena XV   | Recitativo. Ezio, Varo, Fulvia, Valentiniano, Massimo, Onoria Cesare viva! Ezio! Che veggo! |
|            | 32. Aria. Ezio (2 Vl, BC) Stringo al fine il mio contento                                   |
|            | 33. Aria. Fulvia (2 Ob, BC) Sulle sponde di cocito                                          |
|            | 34. Aria. Onoria (2 BlFl, BC) Cangia sorte di ripente                                       |
|            | 35. Aria. Varo (2 Ob, Str, BC) Un gran cor non dà ricetto                                   |
|            | 36. Coro. (2 Ob, 2 Hr, Str, BC) È più bella quella fede                                     |

## Erfolg und Kritik
„Unter den Opern nach Metastasio’s ‚Ezio‘ muß uns jetzt neben Händel die von Gluck die merkwürdigste und lehrreichste sein, um so mehr da sie entstand, als der Meister seine neuen Grundsätze schon bekannt gemacht und im ‚Orpheus‘ (1762) erprobt hatte. […] Von der Vergleichung dieser Composition mit der Händel’schen können hier nur die allgemeinen Ergebnisse mitgetheilt werden. Händel’s Werk ist köstlich, und die Zusammenstellung mit dem von Gluck erhöht seinen Werth bedeutend, zum Theil auf ganz unerwartete Weise. Zu der behaglichen Fülle und Mannigfaltigkeit, der keuschen und doch so lebensfreudigen Schönheit seiner Gesänge bildet der Bombast und die Monotonie der Gluck’schen allerdings einen sonderbaren Gegensatz. Die merkwürdigste Wahrnehmung, welche sich dabei aufdrängt, ist die, daß Gluck hier überall selbst im Dramatischen und Declamatorischen gegen Händel zu kurz kommt. Während der letztere Bild an Bild reiht, in Tonart, Melodie, Begleitung und überhaupt in allem und jedem von einander abgehoben und in sich individuell selbständig, legt Gluck eine große Anzahl seiner Gesänge für verschiedene Personen ganz gleich an und sucht mit allen dieselbe, und zwar eine möglichst aufregende Wirkung zu erzielen, vergessend, daß eine derartige Wirkung auf solche Weise weder erreicht werden kann, noch im Drama erreicht werden soll. Die Betonung der Worte und die Bildung der Melodien auf Grund der vorliegenden Dichtung habe ich in allen Gesängen und begleiteten Recitativen vergleichend beobachtet, ohne bei Gluck einem einzigen Satze begegnet zu sein, der die Händel’sche Kernhaftigkeit und die immer gerade in den Mittelpunkt dringende Richtigkeit seiner Betonung erreichte, wenn er auch einiges bietet, was ehrenvoll neben Händel bestehen kann. In dem rein Musikalischen dürfte man bei den landläufigen Vorstellungen über diese Meister schon eher geneigt sein, Händel’s Uebermacht zu begreifen; sie ist allerdings bedeutend genug, und eine Abschätzung nach der Oper ‚Ezio‘ wird erlaubt sein, da Händel’s Musik im 48sten und die von Gluck im 51sten Lebensjahre (1763) geschrieben wurde, als beide schon ihr neues Gebiet betreten hatten, der eine das oratorische, der andere das französisch-dramatische. Was in Gluck’s Oper werthvoll erscheint, die Tonfülle und breitere Anlage einiger mehrstimmigen Sätze namentlich in den Schlußscenen, leitet uns unmittelbar auf seine französischen Werke; den vorausgehenden italienischen kann man nur den Werth eines umhertappenden, durch Verhältnisse und Rücksichten beengten Versuches, nicht selbständige Schönheit, zuerkennen. Bei ihm trifft also völlig zu, was man bei Händel wohl behauptet, aber niemals bewiesen hat; Gluck’s italienische Opern (‚Orpheus‘ und ‚Alceste‘ ausgenommen) sind wirklich nur Vorstufen seiner französischen und durch diese überwunden, während Händel’s Compositionen für die italienische Bühne als selbständige, abgerundete musikalische Bildungen, in gezogenen Grenzen sich bewegend und in diesen vollendet, immer neben seinen Oratorien ihren Platz behaupten werden.“

“It might be supposed that the conjunction of the age’s greatest opera composer with its most successful librettist, a master of language and a fine poet to boot, would have outstandingly fruitful results. But while all three of their joint operas contain magnificent music, none ranks with Handel’s masterpieces of 1724–25 and 1734–35 (though Poro comes near it). The divergence of temperament was too wide. Metastastio, as befits a cleric, wrote with an edifying purpose. As Caesarian poet at the court of the Holy Roman Emperor for half a century, he was to dictate rules of conduct and lay down standards for public and private life and maintenance of the status quo. Already in his early librettos moral issues are liable to take precedence over human values. He moves his characters like pieces on a chessboard, […] so that they run the risk of declining into abstractions. In all this his approach was the antithesis of Handel’s. It is no matter for surprise that after setting three of his librettos Handel abandoned him, just as his reputation was reaching its peak of popularity, for the wilder slopes of Ariosto’s world of magic and romance.”

„Man könnte annehmen, dass das Herstellen einer Verbindung des größten Opernkomponisten des Zeitalters mit seinem erfolgreichsten Librettisten, einem Meister der Sprache und einem feinen Dichter, außerordentlich fruchtbare Ergebnisse haben würde. Aber während alle drei ihrer gemeinsamen Opern [Siroe, Poro und Ezio] großartige Musik enthalten, ist doch keine Händels Meisterwerken der Jahre 1724–25 und 1734–35 (obwohl Poro dem nahekommt) vergleichbar. Die Divergenz der Temperamente beider Meister war zu groß. Metastastio schrieb, wie es sich für einen Kleriker gehört, für einen erbaulichen Zweck. Als ‚poeta Cesareo‘ am Hof des römisch-deutschen Kaisers Karl VI. für ein halbes Jahrhundert, war es seine Aufgabe, Verhaltensregeln zu beschreiben und Standards für das öffentliche und private Leben, sowie der Aufrechterhaltung des [gesellschaftlichen] Status quo zu formulieren. Bereits in seinen frühen Libretti haben moralische Fragen Vorrang vor menschlichen Werten. Er bewegt seine Figuren wie auf einem Schachbrett, […] so dass sie Gefahr laufen, abstrakt zu werden. In all diesem war sein Ansatz die Antithese zu Händel. Es ist nicht verwunderlich, dass sich Händel nach der Produktion von drei seiner Libretti von ihm abwandte, gerade als sein Ruf den Höhepunkt der Popularität erreichte, um sich den wilderen Pisten von Ariostos Welt der Magie und Romantik zuzuwenden.“

## Orchester
Zwei Blockflöten, zwei Traversflöten, zwei Oboen, zwei Fagotte, Trompete, zwei Hörner, Streicher, Basso continuo (Violoncello, Laute, Cembalo).

## Diskografie
- Deutsche Schallplatten DS 1051-2 (1993): Christopher Robson (Ezio), Lori McCann (Fulvia), Linda Pavelka (Valentiniano), Barbara Schramm (Onoria), Mark Bowman (Massimo), Johannes Schwärsky (Varo)

Orchester der Berliner Kammeroper; Dir. Brynmor Llewelyn Jones (157 min, deutsch)
- Vox 27503 (1994): D’Anna Fortunato (Ezio), Julianne Baird (Fulvia), Raymond Pellerin (Valentiniano), Jennifer Lane (Onoria), Frederick Urrey (Massimo), Nathaniel Watson (Varo)

Manhattan Chamber Orchestra; Dir. Richard Auldon Clark (130 min, gekürzte Fassung)
- Archiv Produktion 477 8073 (2008): Ann Hallenberg (Ezio), Karina Gauvin (Fulvia), Sonia Prina (Valentiniano), Marianne Andersen (Onoria), Anicio Zorzi Giustiniani (Massimo), Vito Priante (Varo)

Il complesso barocco; Dir. Alan Curtis (187 min)